# Super Pig
Tonde Būrin (とんでぶーりん?, Tonde Būrin) è un manga scritto e illustrato da Taeko Ikeda, serializzato sulla rivista Ciao di Shogakukan dall'ottobre 1994 al settembre 1995. Dalla serie è stato tratto un anime, Super Pig (愛と勇気のピッグガール とんでぶーりん?, Ai to yūki no piggu gāru Tonde Būrin, lett. "La ragazza maiale dell'amore e del coraggio: Tonde Būrin"), prodotto da Nippon Animation e trasmesso in Giappone da TBS tra il 1994 e il 1995.
In Italia è stata acquistata la versione americana dell'anime prodotta da Saban Entertainment, ed è stata trasmessa sulle televisioni locali e su Fox Kids tra il 2001 e il 2002.

## Trama
Kassie Carlen (Karin Kokubu), una bambina delle elementari, incontra un maialino giallo apparentemente ferito mentre corre a scuola perché è in ritardo. In realtà l'animale è solo affamato e si riprende dopo aver mangiato una mela offertagli da Kassie; nel corso della giornata, la bambina scopre che il maialino può parlare e volare. L'animale, che le confessa di essere il principe di un regno lontano, le dona un cofanetto rosa grazie al quale Kassie può trasformarsi in Super Pig (Būrin), un maiale rosa dotato di superpoteri.

## Personaggi

La protagonista, Super Pig (Būrin)

Kassie Carlen (国分 果林?, Kokubu Karin, Karin Kokubu) / Super Pig (ぶーりん?, Būrin, Būrin)
Doppiata da: Yuri Shiratori (ed. giapponese), Patrizia Mottola (ed. italiana)
La protagonista, frequenta le elementari (in originale le medie) e ama la pittura. Amichevole e allegra, è membro del club di tennis; ha una cotta per Lance, un suo compagno di classe. Ottiene la possibilità di trasformarsi in Super Pig, un maiale antropomorfo dotato di superpoteri. Il suo obiettivo è raccogliere 108 perle e non può rivelare la sua identità altrimenti rimarrà per sempre un maiale.
Iggy Pig (トンラリアーノ３世 〈トンちゃん〉?, Tonrariāno 3-sei "Ton-chan", Tonrariano III "Ton-chan")
Doppiato da: Yuriko Fuchizaki (ed. giapponese), Pietro Ubaldi (ed. italiana)
Il principe del pianeta Oinko, è un maiale giallo venuto sulla Terra per sottoporsi a una prova per diventare re. Spensierato e colto, inizia a vivere nella stanza di Kassie e si rammarica che la ragazza odi essere Super Pig. Come Super Pig, è in grado di volare.
Lance Romero (水野 光一?, Mizuno Kōichi, Koichi Mizuno)
Doppiato da: Akira Ishida (ed. giapponese), Simone D'Andrea (ed. italiana)
Compagno di classe di Kassie, per il quale la ragazza ha una cotta, è il capitano della squadra di calcio e un fan di Super Pig.
Heather Hogwarsh (黒羽 競子?, Kuroha Keiko, Keiko Kuroha)
Doppiata da: Rica Matsumoto (ed. giapponese), Lisa Mazzotti (ed. italiana)
È la figlia di un ricco industriale e la rappresentante della classe di Kassie, con la quale si contende l'affetto di Lance. Fa parte del club di tennis e soffre di vertigini.
Redford Tammack (武者小路 琢磨?, Mushanokōji Takuma, Takuma Mushanokoji)
Doppiato da: Tsutomu Kashiwakura (ed. giapponese), Luca Bottale (ed. italiana)
Bello e narcisista, s'innamora di Kassie a prima vista.
Prudence Plumm (山川 真実?, Yamakawa Masami, Masami Yamakawa)
Doppiata da: Chie Satō (ed. giapponese), ? (ed. italiana)
Compagna di classe e amica di Kassie, porta gli occhiali e appartiene al club di tennis.
Penny Round (日高 薫?, Hidaka Kaoru, Kaoru Hidaka)
Doppiata da: Junko Asami (ed. giapponese), ? (ed. italiana)
Compagna di classe di Kassie e manager del club di calcio, è una brava cuoca e le piace Lance. È una ragazza timida che non si dà delle arie, pur essendo molto carina.
Harley Hoover (柏木 広海?, Kashiwagi Hiromi, Hiromi Kashiwagi)
Doppiato da: Yoshiharu Yamada (ed. giapponese), ? (ed. italiana)
Compagno di classe di Kassie e amico di Lance, ha le lentiggini.
Milton Massen (ジミー 松本?, Jimī Matsumoto, Jimmy Matsumoto)
Doppiato da: Wataru Takagi (ed. giapponese), ? (ed. italiana)
Compagno di classe di Kassie, è timido e porta gli occhiali. Appassionato di astronomia, gli piace Penny.
Tonrariano II (トンラリアーノ２世?, Tonrariāno 2-sei)
Doppiato da: Takao Ōyama (ed. giapponese), ? (ed. italiana)
È il re del pianeta Oinko.
Makoto Arashiyama (嵐山 誠?, Arashiyama Makoto)
Doppiato da: Taro Arakawa (ed. giapponese), ? (ed. italiana)
È l'insegnante della classe di Kassie e un amante del calcio. È innamorato di Nanako.
Masayoshi Kondo (近藤 正義?, Kondō Masayoshi)
Doppiato da: Keiichi Sonobe (ed. giapponese), ? (ed. italiana)
Insegnante nella scuola di Kassie e allenatore del club di tennis, parla con l'accento del Kansai.
Nanako Tateishi (立石 菜々子?, Tateishi Nanako)
Doppiata da: Maria Kawamura (ed. giapponese), ? (ed. italiana)
È il medico della scuola.
Ken Carlen (国分 信一郎?, Kokubu Shinichirō, Shinichiro Kokubu)
Doppiato da: Kenichi Ono (ed. giapponese), ? (ed. italiana)
Il padre di Kassie, lavora come reporter e, dalla comparsa di Super Pig, cerca di realizzare uno scoop.
Kess Carlen (国分 リカコ?, Kokubu Rikako, Rikako Kokubu)
Doppiata da: Yūko Mizutani (ed. giapponese), ? (ed. italiana)
La madre di Kassie, lavora come designer.
Mike Carlen (国分 周平?, Kokubu Shūhei, Shuhei Kokubu)
Doppiato da: Satomi Kōrogi (ed. giapponese), ? (ed. italiana)
È il fratellino di Kassie e un fan di Super Pig.

## Manga
Una storia intitolata Bibide babide Būrin!! (ビビデ・バビデ・ぶーりん！！?, Bibide babide Būrin!!) fu pubblicata già nell'autunno 1993 sulla rivista Ciao DX. Il manga effettivo è stato pubblicato sulla rivista Ciao dall'ottobre 1994 al settembre 1995 e successivamente è stato serializzato in 3 tankōbon per conto della Shogakukan, pubblicati tra l'aprile e l'ottobre 1995.

### Volumi
| Nº | Data di prima pubblicazione | Data di prima pubblicazione | Data di prima pubblicazione |
| Nº | Giapponese                  | Giapponese                  |                             |
| -- | --------------------------- | --------------------------- | --------------------------- |
| 1  | 26 aprile 1995              | ISBN 4-09-136451-9          |                             |
| 2  | 21 agosto 1995              | ISBN 4-09-136452-7          |                             |
| 3  | 26 ottobre 1995             | ISBN 4-09-136453-5          |                             |

## Anime
L'anime, prodotto da Nippon Animation, è composto da 51 episodi, andati in onda tra il settembre 1994 e l'agosto 1995. A pochi anni di distanza venne prodotto un adattamento americano a opera della Saban Entertainment; tale versione, intitolata Super Pig, modifica l'intera colonna sonora e tutti i nomi dei personaggi. La versione americana è arrivata anche in altri paesi, tra cui l'Italia, che l'ha trasmessa su Fox Kids tra il 2001 e 2002.

### Episodi
| Nº | Titolo italiano Giapponese 「Kanji」 - Rōmaji - Traduzione letterale                                                                                    | In onda           | In onda  |
| Nº | Titolo italiano Giapponese 「Kanji」 - Rōmaji - Traduzione letterale                                                                                    | Giapponese        | Italiano |
| 1  | Il piccolo principe suino 「超少女ぶーりん誕生」 - Chō shōjo Būrin tanjō – "La nascita della super ragazza Būrin"                                       | 3 settembre 1994  | 2001     |
| 2  | Un punto per Super Pig 「愛と青春のシュート」 - Ai to seishun no shūto – "Il colpo di gioventù e amore"                                                 | 10 settembre 1994 |          |
| 3  | Tutto è lecito in amore e nel tennis 「涙と友情のスマッシュ」 - Namida to yūjō no sumasshu – "Lo smash di amicizia e lacrime"                           | 17 settembre 1994 |          |
| 4  | La lottatrice 「リングに賭けた青春」 - Ringu ni kaketa seishun – "La gioventù punta sul ring"                                                           | 24 settembre 1994 |          |
| 5  | Giochi scolastici 「綱引きが結んだ友情」 - Tsunahiki ga musunda yūjō – "Il tiro alla fine che lega un'amicizia"                                         | 1º ottobre 1994   |          |
| 6  | I predatori del naso perduto 「発見！ぶーりんの土偶」 - Hakken! Būrin no dogū – "Ritrovamento! Le figure in argilla di Būrin"                           | 8 ottobre 1994    |          |
| 7  | Faccia a faccia 「傷だらけのヒロイン」 - Kizu-darake no hiroin – "L'eroina piena di ferite"                                                             | 15 ottobre 1994   |          |
| 8  | In forma ad ogni costo 「ダイエット大作戦！」 - Daietto dai sakusen! – "La grande strategia della dieta!"                                               | 22 ottobre 1994   |          |
| 9  | In gara contro la pioggia 「サーキットの戦士たち」 - Sākitto no senshi-tachi – "I guerrieri del circuito"                                               | 29 ottobre 1994   |          |
| 10 | Superstar 「炎のジャーナリスト魂」 - Honō no jānarisuto tamashī – "Lo spirito del giornalista di fiamma"                                                | 5 novembre 1994   |          |
| 11 | Pasticcio virtuale 「ベストカップルを狙え！」 - Besuto kappuru wo nerae! – "Obiettivo miglior coppia!"                                                  | 12 novembre 1994  |          |
| 12 | L'avventura extrasensoriale 「超少年カシワギ誕生！」 - Chō shōnen Kashiwagi tanjō! – "Il super ragazzo Kashiwagi è nato!"                               | 19 novembre 1994  |          |
| 13 | Evviva il lavoro di squadra! 「銀河に誓うミッション」 - Ginga ni chikau misshon – "Una missione da giurare sulla galassia"                              | 26 novembre 1994  |          |
| 14 | Luci, motore, azione 「拍手と喝采のテアトル」 - Hakushu to kassai no teatoru – "Il teatro delle acclamazioni e degli applausi"                          | 3 dicembre 1994   |          |
| 15 | I rifiuti mi assillano 「若きもんぺ少女の嘆き」 - Wakaki monpe shōjo no nageki – "Il dolore di una ragazza che lavora in pantaloni"                     | 10 dicembre 1994  |          |
| 16 | Regali e imbarazzi 「本命のいないＸマス！？」 - Honmei no inai ekkusumasu!? – "Un Natale indimenticabile!?"                                             | 17 dicembre 1994  |          |
| 17 | Le predizioni dell'oroscopo 「運命にゆれる少女」 - Unmei ni yureru shōjo – "La ragazza che agita il destino"                                            | 24 dicembre 1994  |          |
| 18 | Festa di fine anno 「新春ホームシック物語」 - Shinshun hōmushikku sutōrī – "La storia della nostalgia di casa a Capodanno"                              | 7 gennaio 1995    |          |
| 19 | Un grande affetto 「白銀に舞う恋の嵐」 - Shirogane ni mau koi no arashi – "L'amore che danza nella tempesta bianco-argentea"                            | 14 gennaio 1995   |          |
| 20 | Un seme mostruoso 「巨大植物ケイコ出現！」 - Kyodai shokubutsu Keiko shutsugen! – "L'enorme pianta con l'aspetto di Keiko!"                             | 21 gennaio 1995   |          |
| 21 | Emozione sulle montagne russe 「愛と苦悩の回転木馬」 - Ai to kunō no kaiten mokuba – "Il carosello di angoscia e amore"                                 | 28 gennaio 1995   |          |
| 22 | L'amore secondo lo stile di Oinko 「トンちゃんの恋の行方」 - Ton-chan no koi no yukue – "La sorte amorosa di Ton-chan"                                  | 4 febbraio 1995   |          |
| 23 | La festa di San Valentino 「義理と勇気の２・１４」 - Giri to yūki no 2.14 (Barentain) – "San Valentino di obbligo e coraggio"                           | 11 febbraio 1995  |          |
| 24 | Il sentiero dell'amore 「愛は御神渡りを越えて」 - Ai wa omiwatari wo koete – "L'amore al di là del controllo di Dio"                                    | 18 febbraio 1995  |          |
| 25 | Tradizioni di famiglia 「果林が受け継ぐひな祭り」 - Karin ga uketsugu hinamatsuri – "Karin eredita le bambole del festival"                             | 25 febbraio 1995  |          |
| 26 | Il mio rivale, me stesso 「好敵手はただ一人！」 - Raibaru wa tada hitori! – "Il rivale è solo uno!"                                                     | 4 marzo 1995      |          |
| 27 | Iggy, mi si è ristretta la maialina 「衝撃！ぶーりん消滅！？」 - Shōgeki! Būrin shōmetsu!? – "Shock! Būrin scomparsa!?"                                 | 11 marzo 1995     |          |
| 28 | KC si innamora 「小さな恋の狂詩曲」 - Chīsana koi no rapusodī – "La rapsodia di un piccolo amore"                                                       | 18 marzo 1995     |          |
| 29 | Aloha, Hawaii! 「常夏の島へ進路をとれ」 - Tokonatsu no shima he shinro wo tore – "Seguire un corso nell'isola dell'estate perenne"                      | 25 marzo 1995     |          |
| 30 | La maledizione del maiale 「密林に消えた友」 - Mitsurin ni kieta tomo – "L'amico che scomparve nella giungla"                                           | 1º aprile 1995    |          |
| 31 | Elezioni politiche 「嵐を呼ぶ生徒会選挙」 - Arashi wo yobu seito-kai senkyo – "L'elezione del consiglio degli studenti richiama una tempesta"           | 8 aprile 1995     |          |
| 32 | I fiori dell'amore 「純情少年遅咲きの恋桜」 - Junjō shōnen osozaki no koi sakura – "Un ragazzo ingenuo e l'amore del ciliegio in tarda fioritura"       | 15 aprile 1995    |          |
| 33 | Super-starnuti 「白日に漂う花粉のワナ」 - Hakujitsu ni tadayou kafun no wana – "La trappola del polline che fluttua in pieno giorno"                    | 22 aprile 1995    |          |
| 34 | Carpa diem 「泳げ友情のこいのぼり」 - Oyoge yūjō no koi nobori – "Le carpe della nuotata dell'amicizia"                                                 | 29 aprile 1995    |          |
| 35 | Una danza per un'eredità 「琢磨・出生の秘密」 - Takuma shussei no himitsu – "Il segreto della nascita di Takuma"                                        | 6 maggio 1995     |          |
| 36 | Il segreto di sushi 「田園に舞う女神の伝説」 - Denen ni mau megami no densetsu – "La leggenda della dea danzante della campagna"                        | 13 maggio 1995    |          |
| 37 | Lance innamorato 「恋文は初恋の片道切符」 - Koibumi wa hatsukoi no katamichi kippu – "La lettera d'amore è il biglietto di sola andata del primo amore" | 20 maggio 1995    |          |
| 38 | Lo stemma - 1 「禁断の扉を開く男」 - Kindan no tobira wo hiraku otoko – "L'uomo che apre la porta proibita"                                             | 27 maggio 1995    |          |
| 39 | Lo stemma - 2 「秘められた家紋の謎」 - Himerareta kamon no nazo – "Il mistero dello stemma di famiglia nascosto"                                        | 3 giugno 1995     |          |
| 40 | Offresi Super Pig 「主役になりそこねた女」 - Hiroin ni nari sokoneta onna – "La donna che vuole essere un'eroina"                                       | 10 giugno 1995    |          |
| 41 | La teoria di Milton 「執念の男ジミー松本」 - Shūnen no otoko Jimī Matsumoto – "L'uomo della tenacia Jimmy Matsumoto"                                    | 17 giugno 1995    |          |
| 42 | Crisi d'identità 「ぶーりんＶＳぶーりん」 - Būrin VS Būrin – "Būrin contro Būrin"                                                                       | 24 giugno 1995    |          |
| 43 | Caccia al fantasma 「怪談・真夏の夜の過ち」 - Kaidan manatsu no yoru no ayamachi – "L'errore della notte di mezz'estate, un racconto di fantasmi"       | 1º luglio 1995    |          |
| 44 | Chi cerca trova 「失われたトンパクト」 - Ushinawareta Tonpakuto – "Il Tonpact perduto"                                                                  | 8 luglio 1995     |          |
| 45 | Super Pig contro Ginger Flame 「約束の晴れ姿」 - Yakusoku no haresugata – "Il momento d'orgoglio della promessa"                                        | 15 luglio 1995    |          |
| 46 | Sabotaggio 「忍び寄る別れの足音」 - Shinobiyoru wakare no ashioto – "Le orme dell'addio strisciante"                                                    | 22 luglio 1995    |          |
| 47 | Buon compleanno Heather 「気高き女の館」 - Kedakaki onna no yakata – "La casa della nobile donna"                                                       | 29 luglio 1995    |          |
| 48 | Il mondo parallelo 「悪の花園が笑うとき」 - Aku no hanazono ga warau toki – "Quando il giardino del male ride"                                          | 5 agosto 1995     |          |
| 49 | Missione salvare la città 「危機！狙われた学園」 - Kiki! Nerawareta gakuen – "Pericolo! La scuola presa di mira"                                        | 12 agosto 1995    |          |
| 50 | Il mistero dei sette sigilli 「涙のメタモルフォーゼ」 - Namida no metamorufōze – "La metamorfosi delle lacrime"                                         | 19 agosto 1995    |          |
| 51 | È difficile dirsi addio 「超少女の未来」 - Chō shōjo no mirai – "Il futuro della super ragazza"                                                         | 26 agosto 1995    | 2002     |

### Sigle
Sigla di apertura
- Ai wa kakko warui (愛はカッコわるい?), dei Parquets

Sigla di chiusura
- Būrin à la mode (ぶーりん あ・ら・もーど?), dei Parquets

Sigla di apertura italiana
- Super Pig (versione italiana dell'intro americana), cantata da Luciano Palermi[4]